# Echinorhynchida
Echinorhynchida zijn een orde ivan de haakwormen, ongewervelde en parasitaire wormen die meestal 1 tot 2 cm lang worden. Echinorhynchida werd in 1925 ontdekt door Southwell & Macfie.

## Taxonomie
De volgende families worden bij de orde ingedeeld:
- Arhythmacanthidae Yamaguti, 1935
- Cavisomidae Meyer, 1932
- Diplosentidae Meyer, 1932
- Echinorhynchidae Cobbold, 1879
- Gymnorhadinorhynchidae Braicovich, Lanfranchi, Farber, Marvaldi, Luque & Timi, 2014
- Heteracanthocephalidae Petrochenko, 1956
- Illiosentidae Golvan, 1960
- Isthmosacanthidae Smales, 2012
- Pomphorhynchidae Yamaguti, 1939
- Rhadinorhynchidae Lühe, 1912
- Transvenidae Pichelin & Cribb, 2001

### Synoniemen
- Gorgorhynchidae Van Cleave & Lincicome, 1940 => Rhadinorhynchidae Lühe, 1912
- Micracanthorhynchinidae Yamaguti, 1963 => Rhadinorhynchidae Lühe, 1912
- Raorhynchidae Tripathi, 1959 => Rhadinorhynchidae Lühe, 1912